# Sukhoi Su-35
El Sukhoi Su-35 (en ruso: Сухой Су-35, designación OTAN: Flanker-E), conocido inicialmente como Su-27M, es un caza polivalente monoplaza y bimotor desarrollado por la compañía rusa Sukhoi como un derivado del caza de superioridad aérea Su-27. Comenzó a ser desarrollado en los años 1980, cuando Sukhoi estaba buscando mejorar su caza de alto rendimiento Su-27. El resultante Su-35, incorporó mejoras aerodinámicas que le proporcionan una mayor maniobrabilidad, aviónica enormemente mejorada, un mayor alcance, y unos motores más potentes. El primer prototipo, convertido a partir de un Su-27 de producción en serie, realizó su primer vuelo en junio de 1988. El Su-35 fue desarrollado aún más con el demostrador de tecnología Su-37, en el que se estudiaron capacidades de empuje vectorial, y el Su-35BM, clasificado como un caza de generación 4++ por su fabricante. Esta nueva versión, que incorporó las toberas orientables, entró en producción en serie en 2010 con el nombre de Su-35S para la Fuerza Aérea Rusa. Algunos Su-35 están siendo usados por el equipo de demostración acrobática Russkiye Vityazi. Extraoficialmente, al Su-35 se le denomina como Super Flanker.

## Desarrollo
Es una versión más moderna del caza Su-27 y del caza Su-30, desarrollados en la Unión Soviética al final de la Guerra Fría, para ofrecer a la exportación a otros países y equipar a la nueva Fuerza Aérea de Rusia, con un nuevo caza pesado de diseño multipropósito, puede atacar y defender, participar en misiones de combate aéreo contra otros aviones caza y en misiones de ataque a tierra como un caza bombardero. 
Al inicio de su desarrollo se consideró su producción en serie como un avión caza bombardero de cabina monoplaza, en forma similar al caza naval Su-33, la versión más moderna del diseño original del caza de base en tierra Su-27, pero recientemente se está fabricando una versión biplaza como una opción de entrenamiento de nuevos pilotos y comando aéreo de batalla, por solicitud de otros países en forma similar al caza bombardero Su-30 de cabina biplaza, que fueron vendidos a India y Venezuela.

## Historia

### Mejora del Su-27

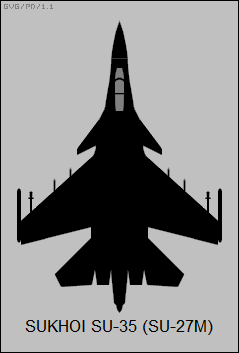
Silueta del Su-27M/Su-35

A principios de los años 1980, mientras el Sukhoi Su-27 estaba entrando en servicio con la Fuerza Aérea Soviética, como un caza pesado de largo alcance, la oficina de diseño Sukhoi ya buscaba desarrollar una variante con características mejoradas. Esta variante, originalmente designada Su-27M, sería mucho más ágil y contaría con aviónica sumamente mejorada en comparación con el que era considerado el mejor caza de la época, el Su-27. También podría portar una mayor gama de armamento para mejorar su capacidad como plataforma de ataque aire-tierra.
La nueva variante, conocida dentro de la oficina de diseño como T-10M, comenzó a desarrollarse a principios de los años 1980. Contaba con una serie de cambios en cuanto a perfeccionamientos aerodinámicos, mejoras de la aviónica y del sistema de propulsión, nuevos métodos de fabricación, así como una mayor capacidad de carga útil para misiones multipropósito. Hacía uso de materiales compuestos de alta resistencia y aleaciones aluminio-litio no solo para reducir peso, sino también para aumentar el volumen de combustible interno del avión. Una de las características más distintivas fue la incorporación de las aletas de proa conocidas como canards, que mejoran el flujo de aire sobre las alas, eliminando el flameo y permitiendo que el avión pueda volar a ángulos de ataque muy elevados, de hasta 120°. Los canards son controlados por un nuevo sistema de control de vuelo de tipo fly-by-wire digital. Equipó motores Luylka Al-31FM, los mismos que monta el bombardero táctico Su-34. Este modelo de motor es de mayores dimensiones, más fiable, y con una fuerza de empuje mucho mayor (hasta 125,52 kN).
También incorporó un nuevo sistema de control de tiro, siendo el núcleo de este un radar de impulsos Doppler más potente, el N-011 Zhuk-27. Este radar puede rastrear 15 blancos aéreos simultáneamente y guiar hasta seis misiles hacia ellos. Para aprovechar la mejora en el radar, al avión se le añadieron dos pilones subalares adicionales para cargar más armamento. En el «aguijón» del avión se encuentra el radar de barrido trasero Phazotron N-012, que protege al avión contra ataques desde atrás. y mejora el flujo de salida de aire del fuselaje, con dos pequeños bordes que se pueden mover en forma independiente.
Como armamento, puede portar una serie de bombas y varios misiles tanto aire-aire, aire-superficie y aire-tierra, para combate contra otros aviones de combate, ataque naval y misiones de ataque a tierra. Entre estas armas que puede llevar se incluyen los misiles R-27, R-73, R-77, Kh-29, Kh-59, Kh-31 y las bombas KAB-500 y KAB-1500, junto con tanques de napalm y bombas de racimo. La cabina fue modernizada, equipada con pantallas multifunción LCD a color, y el piloto va sentado en un asiento eyectable K-36DM inclinado 30° para mejorar la tolerancia del piloto a las fuerzas G. El alcance del avión se incrementó hasta los 4.000 km mediante una mayor capacidad para combustible; y con la incorporación de una sonda para reabastecimiento en vuelo, el alcance puede ser ampliado aún más. El avión se caracteriza por tener doble rueda en el tren delantero —para soportar una mayor carga útil— y unos estabilizadores verticales más grandes con puntas rectas de fibra de carbono.

### Pruebas
El primer prototipo del Su-27M (T-10S-70) voló por primera vez el 28 de junio de 1988 pilotado por el piloto de pruebas de Sukhoi Oleg Tsoi. Este prototipo difiere ligeramente de ejemplares posteriores en que mantiene los estabilizadores verticales estándar del Su-27; carece de un sistema de control de tiro; fue pintado con un diseño de camuflaje de tres tonos de gris/azul, además de otros diferencias menores. Designados desde T-10M-1 hasta T-10M-10, los primeros diez prototipos fueron fabricados por KnAAPO conjuntamente con Sukhoi, ya que el sistema aeroespacial soviético tenía una estructura diferente a la occidental. Unos difieren ligeramente de los otros. Cuatro fueron convertidos en la nueva versión a partir de aviones Su-27 existentes mientras que los otros eran de fabricación nueva. El segundo prototipo inició las pruebas en vuelo en enero de 1989, mientas que el tercero lo hizo a mediados de 1992. Los prototipos fueron usados para validar el nuevo sistema de control de vuelo y las aletas de proa (canards).

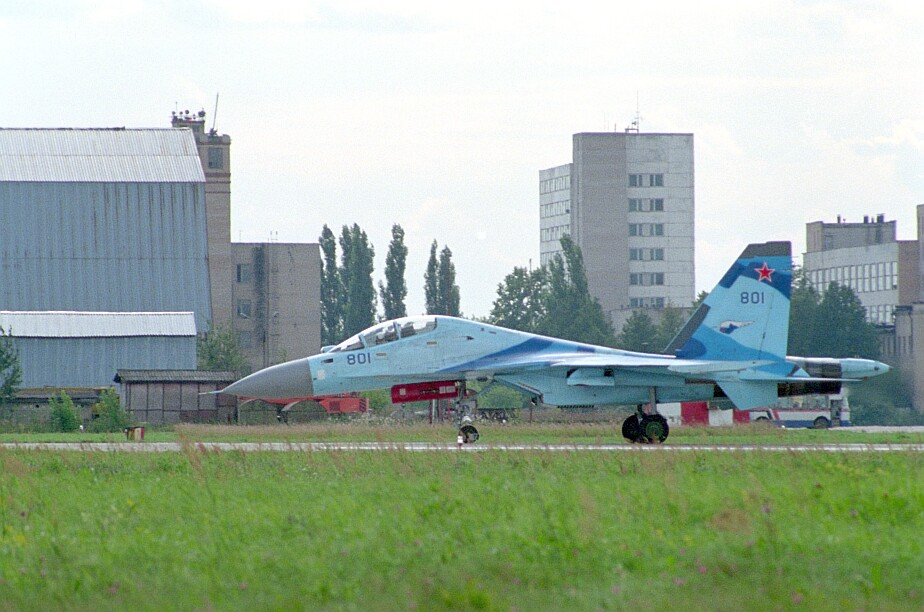
El primer entrenador biplaza Su-35UB (Bort 801) en la exhibición MAKS de 2001. Había volado por primera vez un año antes, el 7 de agosto de 2000.

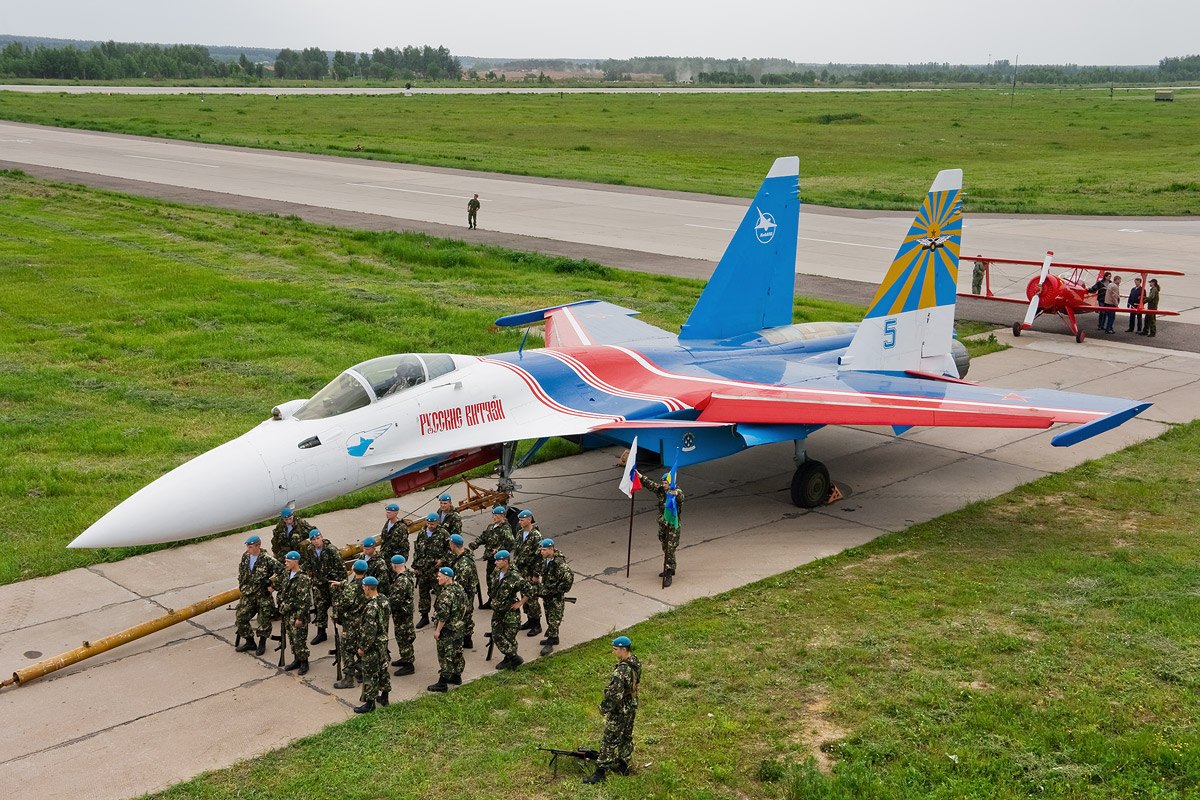
Uno de los cinco Su-35 utilizados por el grupo de demostración acrobática Rúskiye Vítiazi de la Fuerza Aérea Rusa.

En 1990 el primer prototipo fue mostrado a los principales cargos del Ministerio de Defensa de la Unión Soviética en la Base Aérea de Kubinka, en el Óblast de Moscú. La primera demostración aérea del avión fue el 13 de febrero de 1992, ante los líderes de las repúblicas de la Comunidad de Estados Independientes en Machulishi, Minsk, Bielorrusia. Posteriormente, ese mismo año el avión fue presentado públicamente en el Salón Aeronáutico de Farnborough, Inglaterra. El tercer prototipo, T-10M-3, participó en el Salón Aeronáutico de Dubái en 1993, momento en el cual Sukhoi renombró su caza Su-27M como Su-35. El T-10M-3 realizó una exhibición de acrobacia aérea, demostrando sus capacidades para combate aéreo cerrado, incluida la maniobra Cobra de Pugachev, a posibles clientes de exportación. A continuación Viktor Pugachyov pilotó el prototipo en un combate simulado contra un Su-30MK. El Su-35 fue presentado en numerosos festivales aéreos en los años siguientes, incluyendo el Salón Internacional de la Aviación y el Espacio (MAKS) de Moscú en 1993 y 1995 y la Exhibición Aeroespacial Internacional (ILA) de Berlín en 1994. Además de las conversiones de Su-27, en 1996 se completaron tres Su-35 y fueron entregados a la Fuerza Aérea Rusa para ser probados.

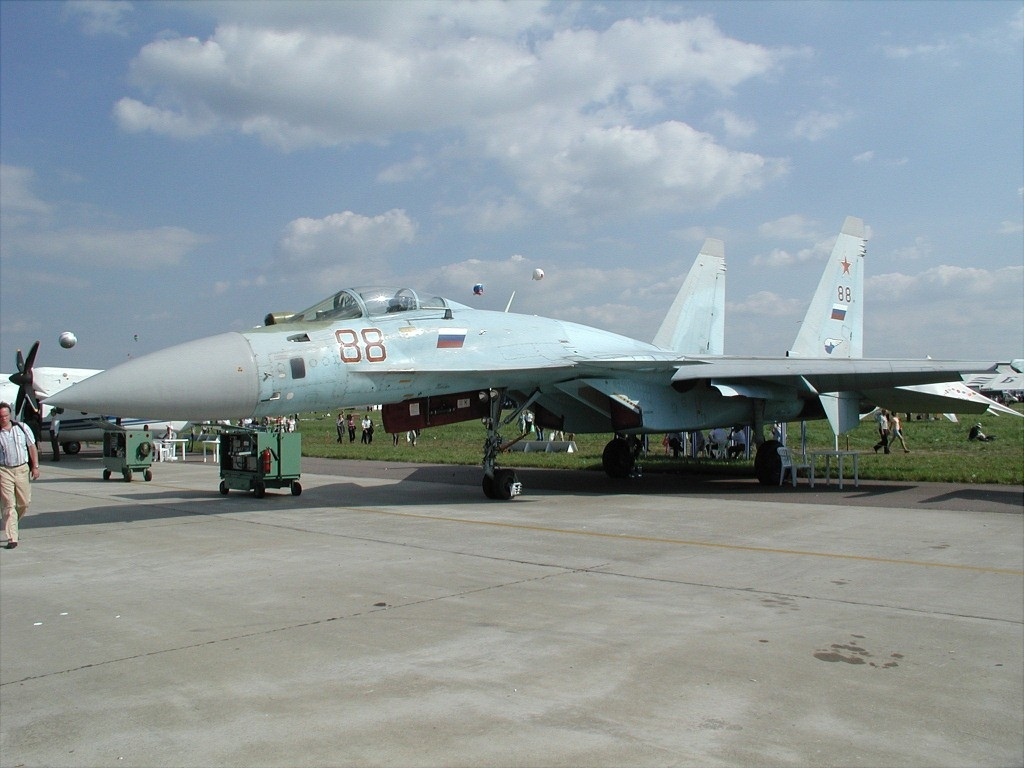
Un Su-35 en la exhibición MAKS de 2001

Durante el programa de prueba en vuelo del Su-35, el avión realizó maniobras como la Cobra de Pugachev y la caída de cola. Se descubrió que no se podían utilizar los controles activos durante la realización de esas maniobras. El undécimo prototipo Su-35, T-10M-11, fue fabricado por KnAAPO en 1995 y entregado al taller experimental de Sukhoi para la instalación de sistemas y equipos exclusivos. El avión experimental resultante fue renombrado como Su-37. Con capacidad de empuje vectorial en las toberas de sus motores, realizó su primer vuelo en abril de 1996. Un segundo Su-35 fue modificado en Su-37 en 1998.
En total, fueron construidos 15 aviones Su-35 (Su-27M) con capacidad para volar, incluyendo un prototipo biplaza Su-35UB. El Su-35 original nunca entró en producción en serie debido a la falta de financiación, y la Fuerza Aérea Rusa continuó usando su flota de cazas Su-27. No obstante, el control automático de los canards del Su-35 y los motores con toberas orientables del Su-37 con algunos cambios fueron aplicados en la versión de exportación Sukhoi Su-30MKI para la Fuerza Aérea India.

### Desarrollo posterior
A partir de mediados de los años 2000, Sukhoi y su división KnAAPO siguieron desarrollando el concepto del Su-35 y lo mejoraron con tecnologías de última generación adicionales contemplando posibles ventas en el extranjero, comercializado con el nombre de Su-35BM (siglas de Bolshaya Modernizatsiya, "Gran Modernización" en ruso). Las experiencias de la Guerra de Osetia del Sur de 2008 también ha abierto sus perspectivas para reemplazar los ya envejecidos cazas Su-27 en la flota de la Fuerza Aérea Rusa. El Su-35 modernizado es considerado un caza de generación 4++ por Sukhoi, y servirá como un diseño de transición hasta que entre en servicio el caza de quinta generación Sukhoi PAK FA.

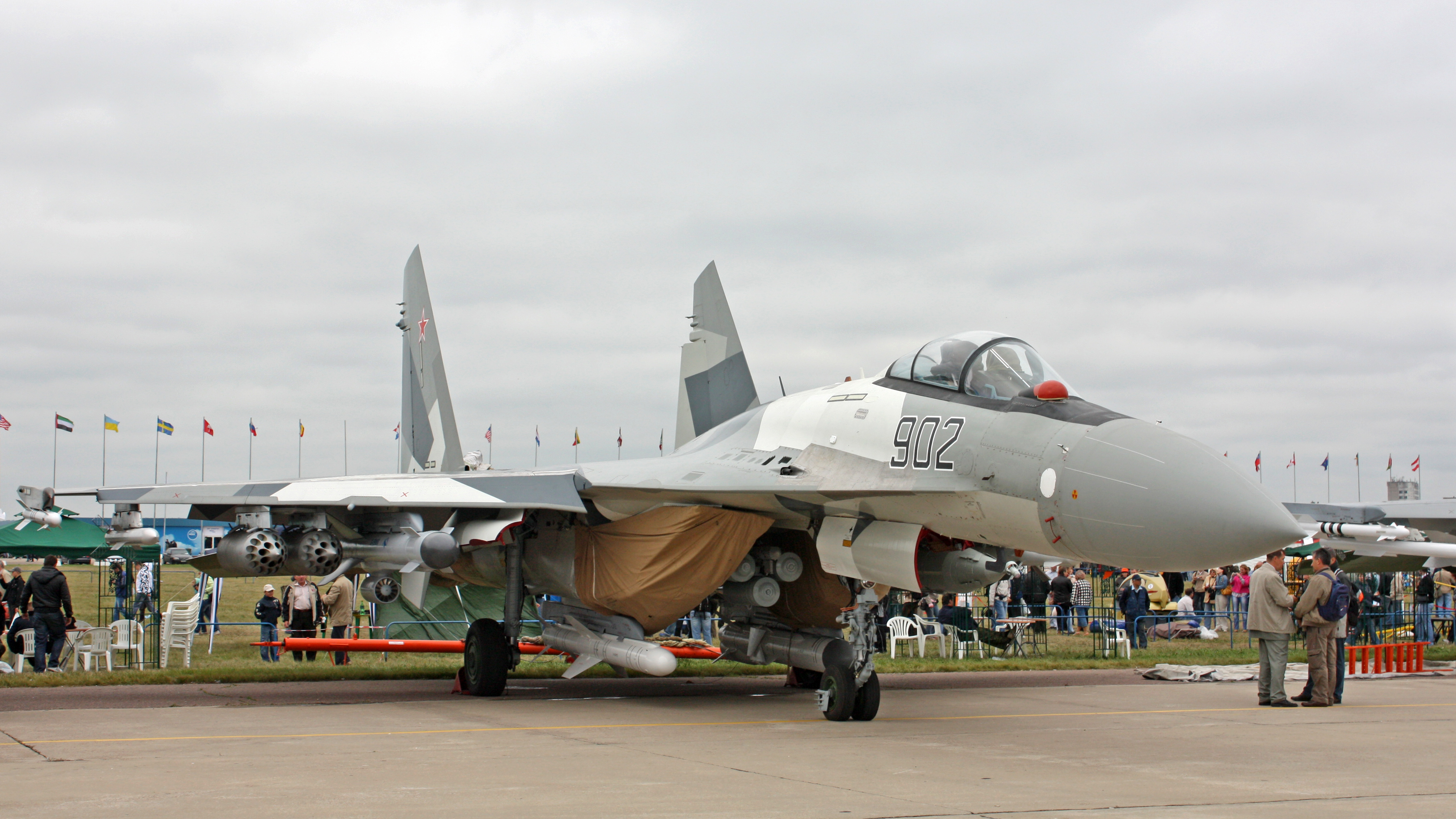
El segundo Su-35BM (Bort 902) en la exhibición MAKS de 2009. Este avión realizó su primer vuelo el 2 de octubre de 2008.

El Su-35 modernizado fue presentado en el Salón Internacional de la Aviación y el Espacio (MAKS) de Moscú en 2007. Entre las nuevas características del avión se incluye: una estructura reforzada con un uso más extensivo de aleaciones de titanio, aumentando así la durabilidad del fuselaje hasta 30 años o 6.000 horas de servicio, una reducción de la firma radar desde el frente, y un radar mejorado de tipo pasivo de barrido electrónico (PESA). También tiene capacidad supercrucero, es decir, puede volar a velocidad supersónica sin hacer uso de la postcombustión. Incorpora muchas otras mejoras en su aviónica y sus sistemas electrónicos, incluyendo un sistema de control de vuelo digital fly-by-wire y un radar de barrido trasero para disparar misiles aire-aire guiado por radar semiactivo. El nuevo Su-35 prescinde de los canards y aerofrenos; para mantener una maniobrabilidad igual o superior a los cazas equipados con canards, el Su-35 usa los nuevos motores 117S con toberas completamente orientables.
La nueva versión del Su-35 voló por primera vez el 19 de febrero de 2008. El 14 de abril de 2009, un prototipo del Su-35BM sufrió un accidente durante unas pruebas en tierra a alta velocidad en el que el piloto de pruebas salió ileso. Según Sukhoi, la causa fue un fallo en los frenos durante el aterrizaje que impidió que el avión pudiera desacelerar y dando como resultado que se saliera de la pista de aterrizaje y se incendiara su motor izquierdo.

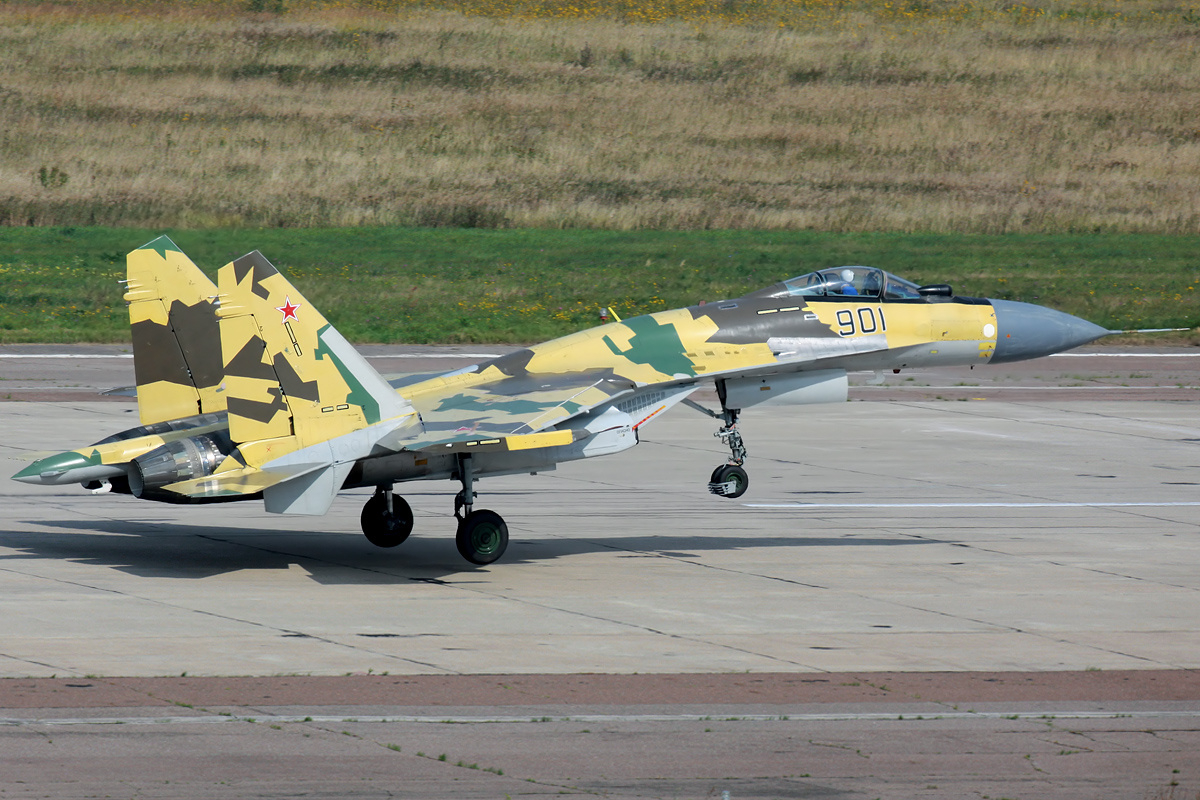
Su-35BM (Bort 901) pintado con inusual diseño de camuflaje amarillo/verde/marrón despegando en la exhibición MAKS de 2009.

### Entrada en producción
El 18 de agosto de 2009, coincidiendo con la celebración del Salón Internacional de la Aviación y el Espacio de Moscú, el ministro de Defensa de Rusia anunció un contrato para la adquisición de 48 cazas Su-35BM bajo la nueva designación Su-35S (Serial), junto a otros 12 cazas Su-27SM y 4 Su-30M2, para ser entregados antes de 2015.
El programa del Su-35 para equipar a la Fuerza Aérea de Rusia, sería financiado por el banco estatal ruso Sberbank después de un acuerdo alcanzado en septiembre de 2010. En noviembre de 2009 Sukhoi comenzó a fabricar el primer avión de serie. El 14 de octubre de 2010, Sukhoi anunció que el primer Su-35S producido en serie había completado el ensamblaje general y que el primer ejemplar sería entregado al Ministerio de Defensa de Rusia a finales de ese año. En mayo de 2011 el primer caza Su-35S de producción en serie realizó su primer vuelo. En 2009, Sukhoi estimó que el Su-35 podía ser fabricado a un ritmo de 24 a 30 ejemplares por año desde 2010 a 2020.

## Diseño
El nuevo y mejorado caza polivalente de diseño multipropósito Su-35, es un nuevo avión de producción en serie para equipar a la Fuerza Aérea de Rusia y ofrecer a otros países, pesado y de largo alcance, bimotor y doble timón vertical de cola, de cabina monoplaza, motores de empuje vectorial y como una opción alerones delanteros Canard's para aumentar más todavía su maniobrabilidad.
También se puede ofrecer una versión de cabina biplaza, con el piloto y copiloto sentados en tándem, uno delante de otro para misiones de entrenamiento de pilotos y operar como un avión de comando aéreo de batalla de otros aviones del ala de combate, con la misma función operativa del anterior caza para exportación Su-30 de cabina biplaza.
Está basado en el mismo diseño de producción en serie del caza pesado Su-27, desarrollado por la Unión Soviética en la parte final de la Guerra Fría, para combatir contra los nuevos caza de Estados Unidos y la OTAN, pero ahora tiene una nueva función para operar como un avión multipropósito, un caza polivalente, puede atacar y defender, combatir contra otros aviones caza y participar en misiones de ataque a tierra, ataque naval, escolta y comando aéreo de batalla, con nuevo equipo electrónico, pantallas planas en la cabina de mando, radar plano y equipo mejorado para misiones de ataque a tierra.

### Visión general

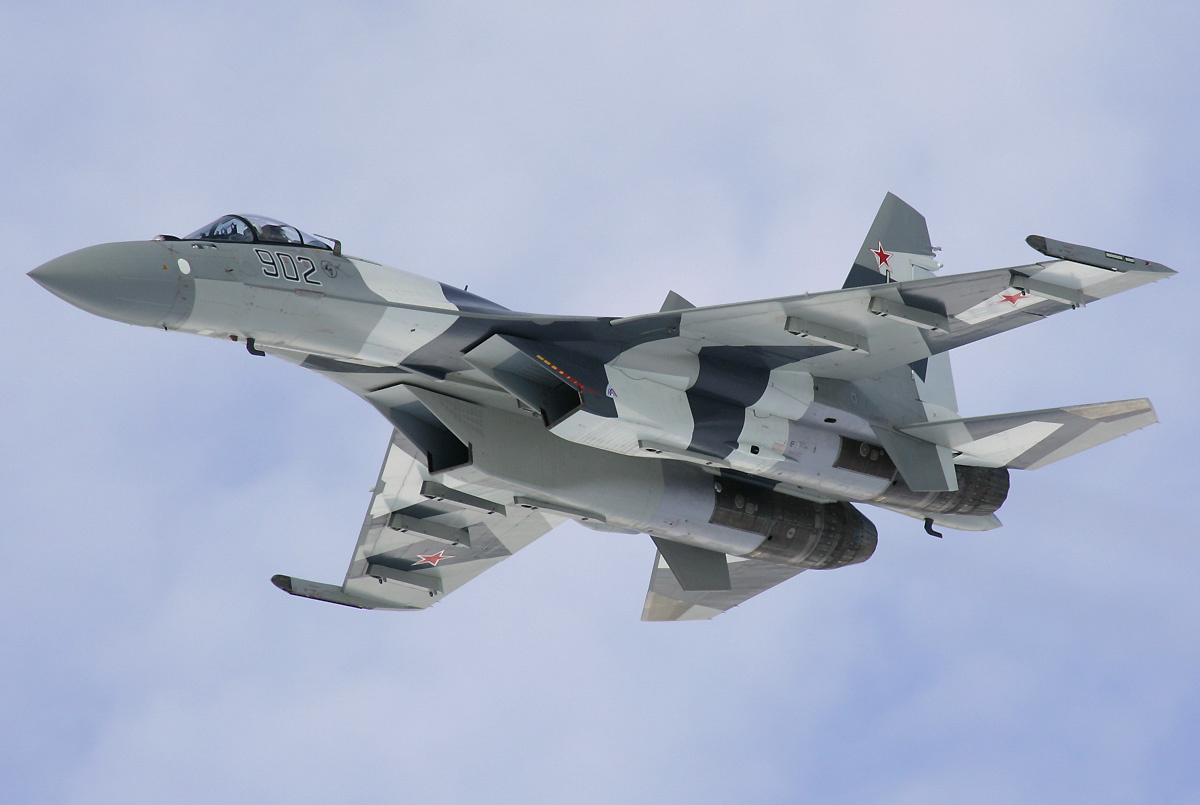
Su-35BM (Bort 902) volando en 2009

Avión supersónico pesado de largo alcance, bimotor de doble estabilizador vertical, con capacidad para reabastecimiento de combustible en vuelo. Su diseño está basado en el afamado caza de superioridad aérea Su-27, pero fabricado desde su inicio como un caza polivalente, para misiones tanto de combate aire-aire contra otros aviones como de ataque aire-superficie. Su nuevo diseño aerodinámico, es superior al del caza Su-27.

### Cabina de vuelo
Está equipado con una nueva cabina de control de avanzada tecnología, con dos pantallas multifunción LCD rectangulares a color y controles táctiles; nuevo sistema de control de vuelo digital por cables (fly-by-wire) de redundancia cuádruple. Con nuevas computadoras de vuelo y computadoras de batalla, para combate aire-aire contra otros aviones, ataque a tierra con misiles aire-superficie y bombas guiadas por láser y satélite.
El rasgo distintivo del nuevo Su-35 es el empleo de un nuevo conjunto de instrumentos a bordo. Su núcleo es el sistema de gestión de la información (IMS), que integra los subsistemas funcionales, lógicas, de información y software, en un complejo único, que garantiza la interacción entre la tripulación y el equipo electrónico de la nave.
El IMS incluye dos computadoras centrales digitales, dispositivos de conmutación y de la información de la nave, y un nuevo sistema de indicación de los controles, que se basa en concepto de la "cabina de cristal". El núcleo del panel de control del nuevo Su-35, es la suite instrumental en la cabina, con dos grandes pantallas multifunción de cristal líquido (LCD) a color. del tipo de las IMF, un nuevo panel de control de múltiples funciones con un procesador integrado de la pantalla, una nueva pantalla de información HUD de gran angular en el parabrisas y un mejor control de indicación del panel, que presentan la información al piloto en forma combinada.
Los sistemas de a bordo y armamento, en la nueva cabina del Su-35 están controladas por los botones y los interruptores, en la palanca de control del avión tipo joystick y las palancas de control de potencia del motor, así como por una matriz de botón en pantalla multifunción. Así, el concepto de comando HOTAS se realiza completamente en este tipo de aeronaves. La muestra y algunos otros sistemas de aviónica del Su-35 son desarrollados por Instrumento Oficina de Diseño de Ramenskoye y empresas afiliadas, de Tekhnokompleks Asociación de Investigación y Producción.

### Motores

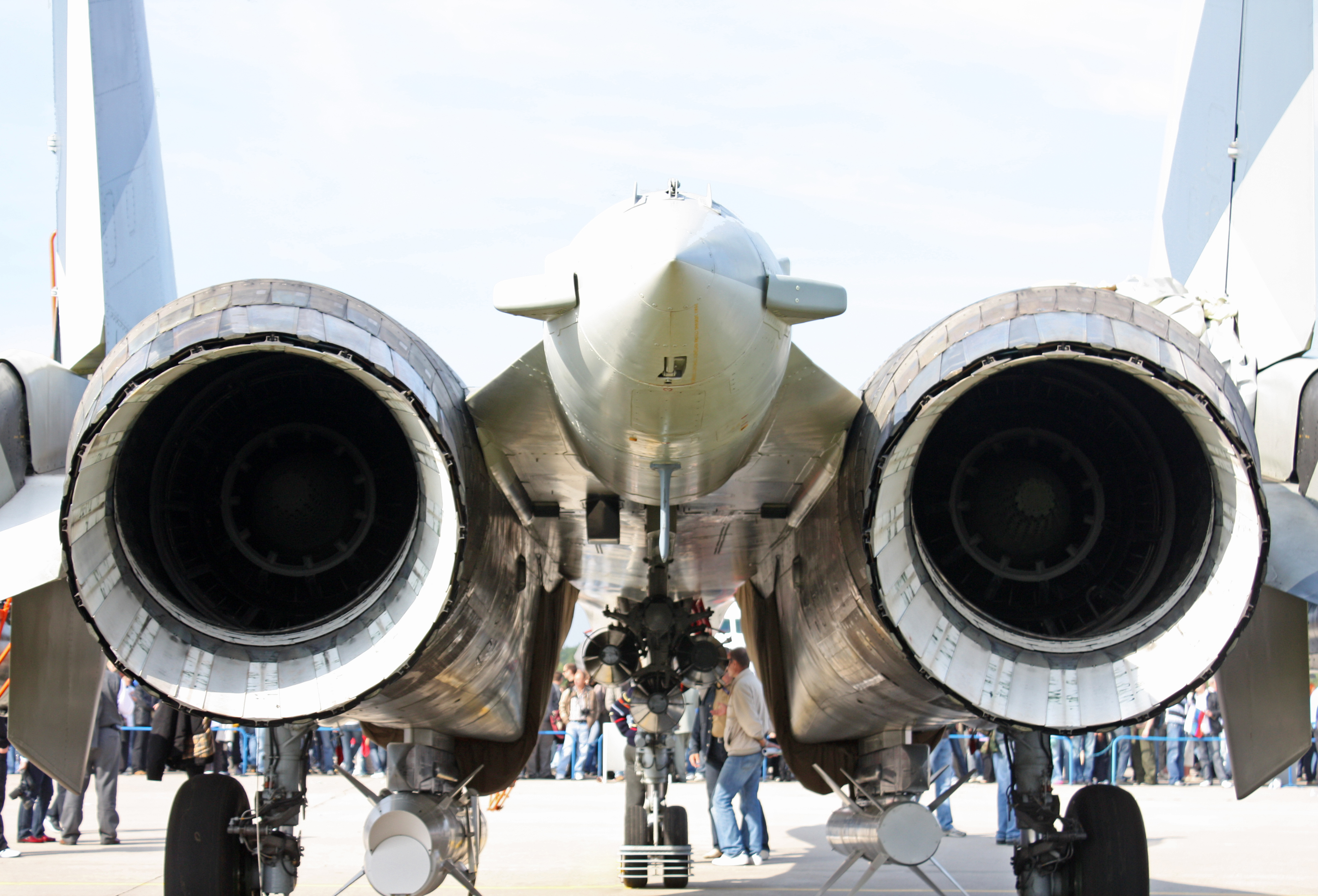
Toberas orientables del Su-35BM. MAKS 2009.

Está equipado con los nuevos motores turbofán AL-31FN gemelos y su variante con empuje vectorial, el más moderno y potente Al-31FN M1.
El nuevo motor turbofán de avanzada tecnología AL-31FN M1, diseñado especialmente para equipar el Su-35, tiene instalada una tobera de escape de gases orientable, que permite tener empuje vectorial, lo cual le atribuye una alta maniobrabilidad excepcional con empuje variable, es capaz de girar alrededor de su cola y atacar al avión enemigo que lo está persiguiendo, para luego, continuar volando en forma normal. Ello significa que en un combate aéreo cercano dogfight posee enormes ventajas frente a otros aparatos análogos equipados con motores turbofán convencionales.
Tiene el nuevo sistema de control de la potencia de los motores gemelos, en forma totalmente electrónica FADEC "Plena autoridad redundante de control Digital del motor", para ahorrar combustible, aumentar su alcance y mantener la potencia, en diferentes situaciones de combate, que operan en combinación con las toberas de empuje variable, en forma automática, para que el piloto pueda concentrarse en la batalla.

### Armamento
La carga de munición máxima del nuevo Su-35 es de 8000 kg. Esta se coloca en 12 estaciones de armas, pilones de carga bajo las alas, el fuselaje central y bajo los motores, mayor capacidad para operar como un avión de ataque a tierra.
Tiene más capacidad para transportar armas pesadas y combustible, en tanques internos y externos, que el anterior diseño del caza pesado de largo alcance Su-30; mayor alcance en combate, misiones de patrulla y merodeo, con una sonda de reabastecimiento aéreo de combustible, tipo canasta y manguera flexible, en forma similar al caza naval Su-33.
Está construido con un nuevo diseño de perfil más aerodinámico, posee tecnología de baja observabilidad al radar, baja marca térmica y equipo electrónico de saturación de radar; algunas partes de sus alas tienen componentes de fibra de carbono y recubrimiento absorbente de señales de radar, para volar en forma furtiva en operaciones de penetración profunda sobre territorio enemigo.

### Sensores
Está equipado con la más moderna tecnología disponible en Rusia, sensores equipados en el fuselaje de la nave y capacidad de transportar Pod de información externos, bajo el fuselaje central y las alas, integrados con un nuevo radar, nuevas computadoras de vuelo por cables derivadas del proyecto experimental Su-37, computadoras de batalla, sistemas de defensa y la mira en el casco del piloto para designar blancos enemigos.

#### Sensor IRST

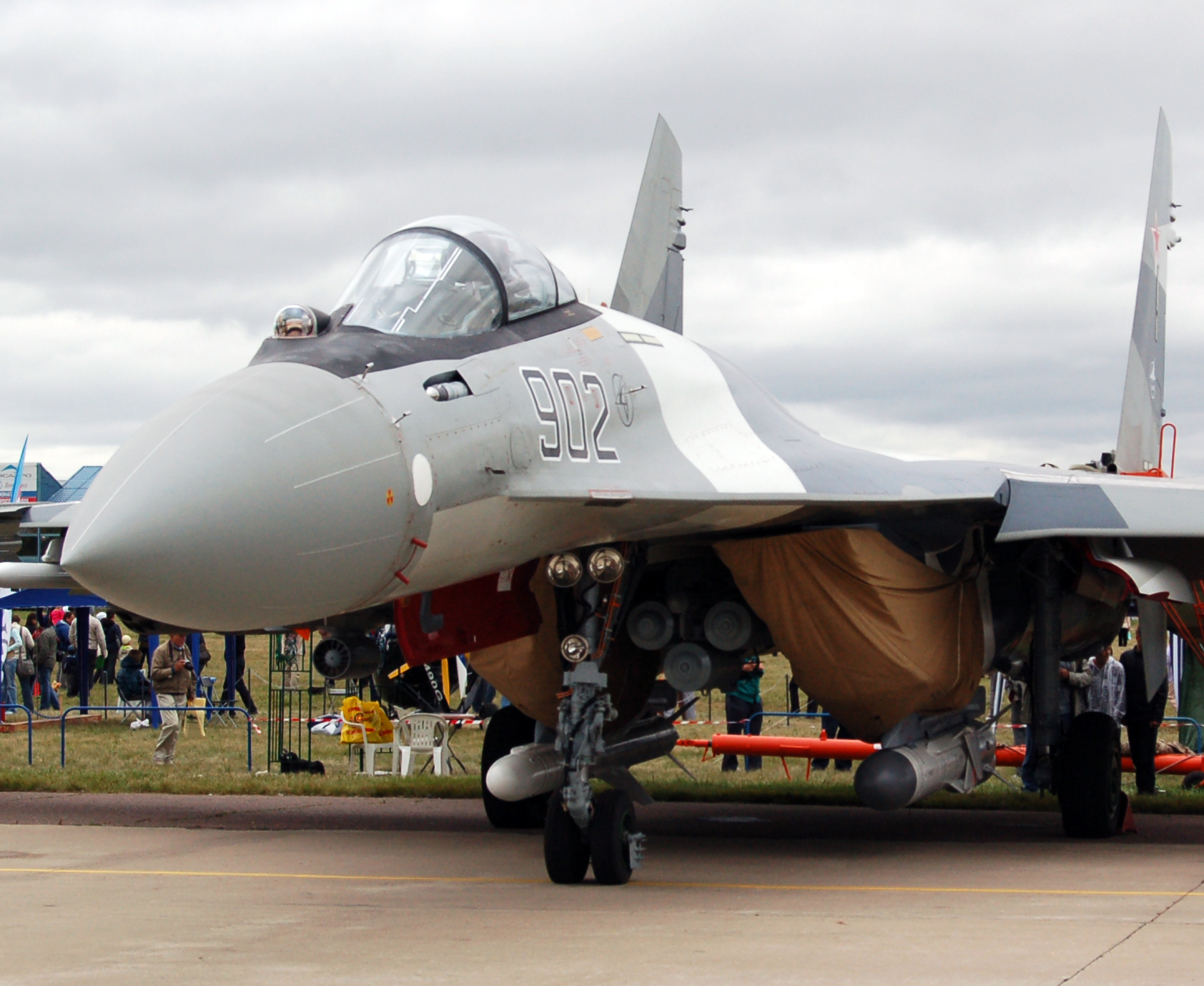
Sensor IRST en el Su-35BM

Tendrá un nuevo sistema de avistamiento optoelectrónico tipo OEPS-27 sobre el cono del radar, sensor IRST, cámara infrarroja giro-estabilizada Geofizika-NPO 36-Sh, telémetro láser y una mira electrónica montada en el casco, que permitirá al piloto apuntar sus armas empleando la vista.
Tiene un nuevo sistema de avistamiento para combate contra otros aviones caza (IRST), con un nuevo sistema de puntería integrado en el casco del piloto, que es un pequeño domo con una cúpula transparente sobre el cono del Radar, es un sistema de búsqueda y seguimiento del objetivo enemigo por infrarrojos IRST, que va montado sobre el cono del Radar, frente al costado derecho del parabrisas de la cabina de mando, funciona en dos bandas de radiación infrarroja y se utiliza, junto con el Radar de la nave, en una misión de combate aire-aire contra otros aviones funciona como un sistema de búsqueda y seguimiento por infrarrojos (IRST), proporcionando detección y seguimiento del objetivo pasivo. En una misión de combate aire-superficie, realiza identificación y localización de objetivos. También proporciona ayuda de navegación y de aterrizaje, está enlazado con el visor montado en el casco del piloto, con un sensor que gira en forma permanente, mide la distancia del avión enemigo, sin necesidad de alertar al avión enemigo con el radar de la nave y le informa al piloto, la posición de la nave enemiga.

#### Radar principal

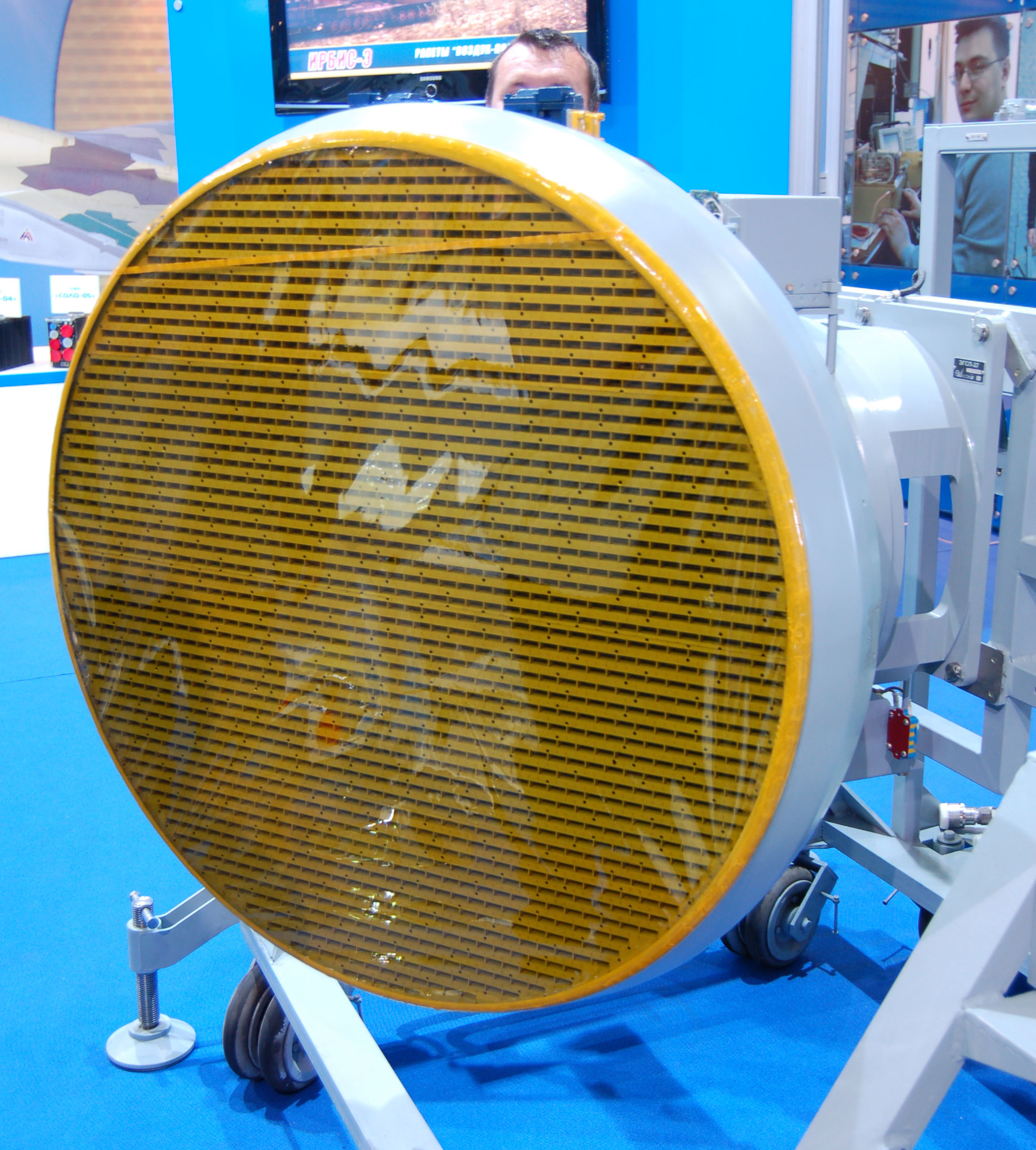
Radar PESA Irbis-E para el Su-35BM

El núcleo del nuevo caza Su-35 para controlar el armamento, es un nuevo sistema de radar plano PESA de largo alcance, para detectar y atacar, múltiples blancos enemigos, control de un componente de antena por etapas (Irbis-E), está montado sobre un eje motorizado que le permite tener un movimiento en todos los planos para aumentar su capacidad de detección, cuenta con una capacidad única en términos del rango de detección de destino.
Este es un nuevo desarrollo de VV Tikhomirov del Instituto de Investigación del instrumento de producción. En el diseño del nuevo Radar, se trata de un Radar multifunción X-banda, con un arsenal de antena pasiva por etapas (PAA), montado en una unidad de accionamiento hidráulico, para lograr un movimiento de dos etapas (en acimut y balanceo), puede moverse en el plano horizontal y vertical, para aumentar su alcance.
El nuevo dispositivo motorizado, escanea la antena por un haz de control electrónico en azimut y ángulo de elevación, en los sectores no inferior a 60 °. La unidad de impulsión de dos pasos electro-hidráulico, además, convierte a la antena por medios mecánicos a 60 ° en azimut y 120 ° en giro. Por lo tanto, al utilizar el control electrónico y mecánico adicional, para mover a su vez el panel de la antena, el ángulo de desviación máxima de la viga crece a 120 °. El nuevo sistema electrónico de control del Radar Irbis-E detecta y rastrea, hasta 30 blancos aéreos al mismo tiempo, manteniendo la continuidad de la observación del espacio y la participación, de hasta 8 objetivos, para atacar al mismo tiempo, la información puede ser enviada a otros aviones de combate, que podrán volar con sus radares activos apagados para no ser detectados por el enemigo.
El nuevo sistema detecta, elige y selecciona pistas, de hasta cuatro objetivos terrestres en varios modos de elaboración de mapas, con una resolución de pocos metros en un rango de hasta 400 km de distancia, sin dejar de vigilar el espacio aéreo, todo esto al mismo tiempo. El nuevo radar Irbis-E detecta blancos aéreos con una sección cruzada absoluta de 3 m² en la cabeza en curso, en un rango de hasta 400 km de distancia, puede detectar a otro caza de combate en el aire, antes de que este pueda detectar la presencia del caza Su-35 en su radar, otorgando la ventaja en un combate aéreo moderno a larga distancia, "más allá del rango visual del piloto".
Una mejora en los radares con un PAA, el nuevo radar Irbis-E tiene mejores capacidades: expandida (más de dos veces) que opera la banda de frecuencia, el aumento de 70°. para detección de blancos 120°. y la zona de seguimiento en azimut, sustancialmente (por 2 a 2,5 veces) mayor alcance efectivo, mejora de la capacidad anti-jamming, etc.
El Instituto de Investigación, ha venido desarrollando desde el año 2004, el nuevo radar plano Irbis-E de largo alcance. Por ahora, los prototipos de ingeniería del sistema han pasado las pruebas de banco que se requiere. El primero de ellos, se ha instalado en el laboratorio de pruebas de un caza Su-30MK2, modificado para pruebas de vuelo y se sometan, a permanentes pruebas en vuelo. El primer vuelo del laboratorio a bordo, en un avión caza de vuelos experimentales con el nuevo radar Irbis-E, se produjo a principios de 2007 en el Gromov Instituto de Ensayos en Vuelo. Durante el vuelo, el laboratorio de producción confirma el rendimiento superior del nuevo radar plano motorizado, en el modo de funcionamiento del rastreo de blancos "aire-tierra".

#### Radar trasero
Un nuevo aparato, para tareas de contramedidas y engaño electrónico, localizado en la extensión del radomo trasero, entre los dos motores vectoriales, un nuevo radar de barrido trasero N012 de alerta temprana, funcionando en la banda de ondas decimétricas; opcional radar N015 en ondas centimétricas, capaz de rastrear y designar blancos traseros para su ataque.

## Historia operativa

### Rusia
En 1996, se entregaron tres Su-27Ms de producción al 929.º Centro Estatal de Pruebas de Vuelo (GLIT) de la fuerza aérea en la base aérea de Vladimirovka, Akhtubinsk, para realizar ensayos de armas. En 2001, la fuerza aérea decidió transferir varios Su-27M para reequipar al equipo de acrobacias rusas de los Caballeros, por lo que los pilotos del equipo tomaron vuelos de familiarización con el avión. Los tres Su-27M de producción y otros dos Su-27M de preproducción llegaron a la base aérea Kubinka del equipo cerca de Moscú en 2003. Sin embargo, se utilizaron como fuente de piezas de repuesto para otros aviones en la flota de demostración.

Inicialmente, entre 2007-2009 se construyeron un prototipo estático y un tercer prototipo de vuelo (bort n. ° 901, 902, 904). El tercero (no. 904) fue destruido más tarde cuando se estrelló contra una barrera durante sus carreras de despegue.

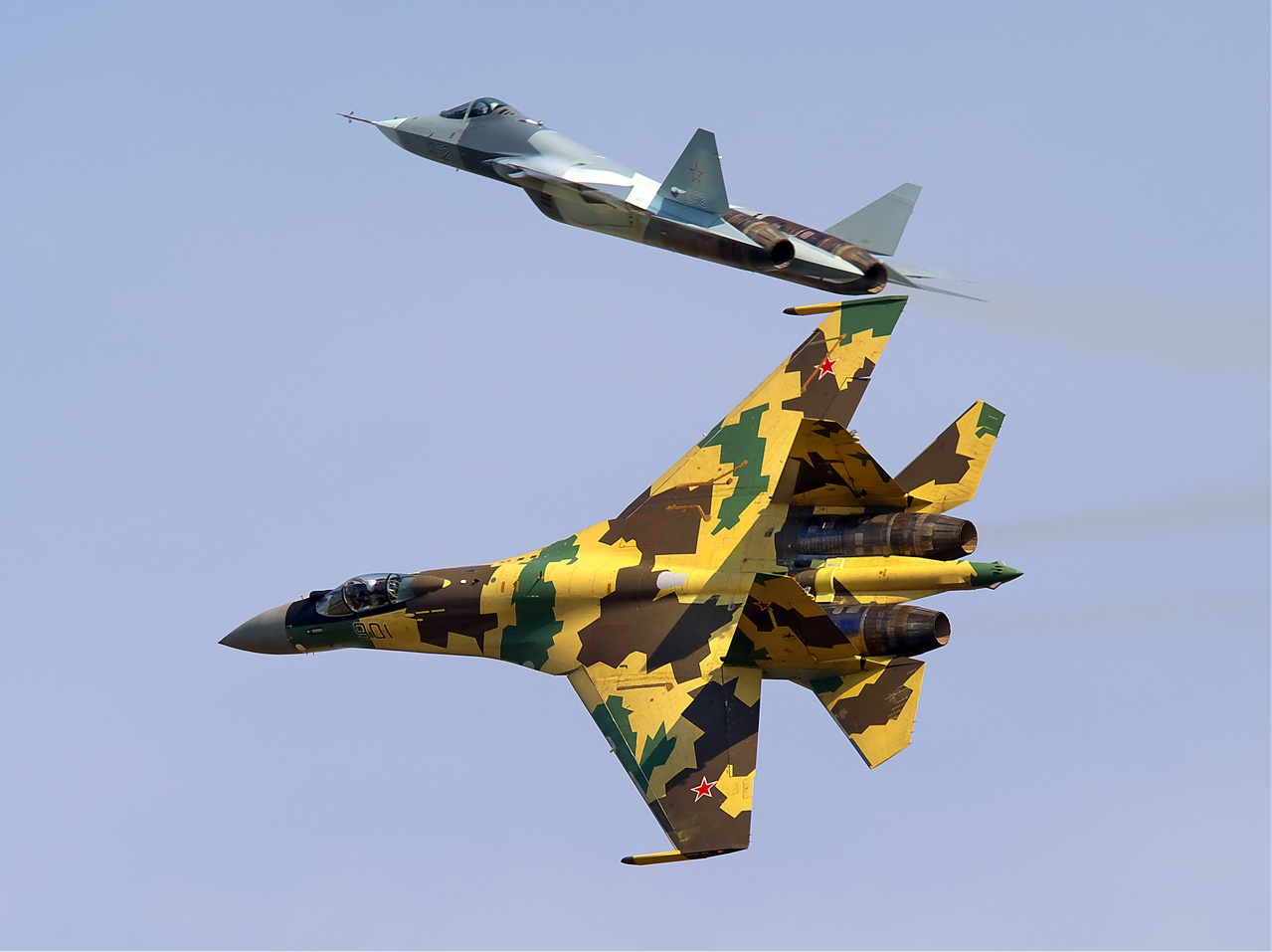
Su-35S volando junto a un PAK FA (al fondo) en la exhibición aérea MAKS de 2011

El primer contrato para 48 aviones de producción se firmó en el salón MAKS Air Show 2009 en Moscú. A fines de mayo de 2011, Sukhoi entregó el primer Su-35S a Akhtubinsk para llevar a cabo pruebas estatales conjuntas con el Ministerio de Defensa para preparar el avión para el servicio operativo. Antes del inicio de las pruebas, los sistemas de aviónica y defensa integrados del Su-35 no estaban al nivel de los aviones estadounidenses. La primera de las dos etapas de las pruebas comenzó en agosto de 2011. En marzo de 2012, los dos prototipos y cuatro aviones de producción estaban realizando vuelos, ya que la fuerza aérea probó las características técnicas del tipo, que a finales de ese año se evaluó que cumplían con los requisitos. Del lote de seis aviones de producción que se entregaron en diciembre de 2012, cinco volaron al Instituto de Investigación de Vuelo Gromov en Zhukovsky, donde el avión, en febrero de 2013, comenzaría la segunda etapa de los ensayos. Esta etapa, programada para durar dieciocho meses, se centraría en las armas y la maniobrabilidad del Su-35 en combate.
Doce cazas Su-35S de producción fueron entregados a la fuerza aérea en diciembre de 2013, seguidos por otros doce aviones de producción en febrero de 2014, diez de los cuales fueron entregados al 23.er Regimiento de Aviación de Combate estacionado en el Lejano Oriente, mientras que los dos restantes se encargaron de llevar la fase final de las pruebas conjuntas estatales. El traspaso marcó la entrada oficial de la aeronave en servicio operativo. Para entonces, 34 de las 48 aeronaves originalmente ordenadas habían sido entregadas y las 14 restantes debían entregarse en 2015. Posteriormente, se transfirieron varios Su-35S a Lipetsk para desarrollar más las tácticas de combate y capacitar al personal de servicio. Los Su-35S de Rusia también tienen su base permanente en la base aérea de Besovets, cerca de la frontera con Finlandia, y en la base aérea de Centralnaya Uglovaya, cerca de Vladivostok.
La introducción del Su-35S en el servicio con la Fuerza Aérea Rusa es parte del programa de armamento estatal de Rusia para 2011-2020 que se formuló luego de la guerra con Georgia en 2008 con el objetivo de aumentar significativamente la cantidad de equipo militar moderno en las fuerzas armadas rusas. El avión se entrega junto con el Su-30M2 y el Su-30SM y el avión de ataque Su-34 más pesado. Los dos primeros son variantes domésticas de los aviones de exportación de dos asientos Su-30MK2 de KnAAPO y Su-30MKI de Irkut. Según los informes, la adquisición simultánea de tres derivados de caza del Su-27 original fue para apoyar a los dos fabricantes de aviones en medio de una caída en los pedidos de exportación. El Su-30M2 sirve como avión de entrenamiento para el Su-35. Además, el Su-30SM también fue elegido como reemplazo para ocho Su-27 del equipo acrobático de los Caballeros rusos, que han seleccionado el tipo sobre el Su-35 debido a la conveniencia de un diseño de dos asientos.
En enero de 2016, Rusia, por primera vez, desplegó cuatro de sus Su-35Ss en la base aérea de Khmeimim en Siria como parte de las operaciones aéreas rusas en el país. Esto ocurrió después del aumento de las tensiones entre Rusia y Turquía como resultado de las incursiones reportadas por aviones rusos en el espacio aéreo turco. Los Su-35S desplegados en Siria deben proporcionar cobertura aérea para los Su-30SM que vuelan en patrullas aéreas de combate y otras aeronaves de Rusia cuando están en misiones de bombardeo. Su despliegue de combate en Siria ayudó a encontrar y posteriormente resolver varios problemas, por ejemplo, con la aviónica del avión. Además de eso, también ayudó positivamente a promover los aviones en el mercado global. El Su-35S alcanzó la capacidad operativa plena (FOC) a fines de 2018.

#### Invasión rusa de Ucrania de 2022
Los cazas rusos Su-30SM y Su-35S fueron utilizados para misiones de superioridad aérea durante la guerra. Al menos 7 victorias aire-aire fueron reportadas sobre aviones a reacción y un helicóptero un Mil Mi-14 de la Aviación Naval Ucraniana.
El 5 de marzo de 2022, una batalla aérea entre aviones rusos y ucranianos tuvo lugar cerca de Zhitomir, en ella, cuatro aviones Sukhoi Su-27 ucranianos fueron derribados por aviones rusos, se atribuyó los derribos a los cazas Su-35S rusos. En este día también se registraron otras perdidas para la aviación ucraniana.
El 30 de marzo de 2022, un Su-35S reclamo el derribo de un avión de ataque Sukhoi Su-24 ucraniano cerca de la frontera norte de Ucrania cerca de Bielorrusia.
El 3 de abril de 2022, un Su-35S ruso fue derribado por las fuerzas ucranianas, con el piloto eyectándose y siendo capturado; el piloto declaró que su Su-35S fue derribado cerca de Izyum mientras luchaba contra las defensas aéreas ucranianas.
El 9 de mayo, el Ministerio de Defensa de Ucrania confirmó que el coronel Ihor Bedzay, subjefe de la Oficina de Aviación de la Armada de Ucrania, murió en acción. Su Mi-14PS fue derribado por un Su-35S ruso.
El 26 de junio de 2022, un caza ucraniano Mikoyan MiG-29 ucraniano fue derribado por un Su-35S cerca de la ciudad de Zelenodolsk en la región de Dnepropetrovsk.
El 7 de junio de 2025, un F-16 ucraniano logró derribar un caza ruso Su-35S en la región de Kursk, dentro del territorio de la Federación Rusa.
El 12 de julio, un Su-35S reclamo el derribo de tres aviones ucranianos sobre la República Popular de Donetsk, un caza de combate MiG-29 y dos aviones de ataque Su-25 cerca de Krasnoploye.

### China
A principios de la década de 1990, se discutió un acuerdo de ventas del Su-27M a China. Los funcionarios de Sukhoi en 1995 anunciaron su propuesta de coproducir el Su-27M con China, dependiendo del acuerdo de Beijing para comprar 120 aviones. Sin embargo, se alegó que el Ministerio de Relaciones Exteriores de Rusia bloqueó la venta de los bombarderos Su-27M y Tupolev Tu-22M debido a las preocupaciones sobre los arreglos para la producción china del Su-27.
En noviembre de 2015, China se convirtió en el primer cliente de exportación para el Su-35 cuando los gobiernos de Rusia y China firmaron un contrato por un valor de $ 2 mil millones para la compra de 24 aviones para la Fuerza Aérea del Ejército Popular de Liberación. Si bien los funcionarios chinos mostraron interés por el diseño modernizado del Su-35 en 2006, no fue hasta 2010 que Rosoboronexport, la agencia estatal rusa responsable de la exportación e importación de productos de defensa, estaba lista para iniciar conversaciones con el gobierno chino sobre el tema de la venta del Su-35. Los funcionarios rusos confirmaron públicamente que se habían iniciado conversaciones en 2012, cuando se firmó un acuerdo de protocolo para la compra de la aeronave. Posteriormente, hubo informes y comentarios oficiales de los medios de comunicación de que los dos países habían firmado un contrato y que las entregas de la aeronave eran inminentes, pero que las negociaciones no concluirían hasta 2015.
Las discusiones sobre la venta del Su-35 demostraron ser prolongadas debido a las preocupaciones sobre los derechos de propiedad intelectual. Debido a que China había diseñado el Su-27SK y el Su-33 para crear el J-11B y el J-15, respectivamente, existía la preocupación de que China copiaría el fuselaje y ofrecería el diseño copiado en el mercado de exportación. En una etapa, Rosoboronexport exigió que China proporcionara una garantía legalmente vinculante contra la copia. Sin embargo, fuentes de la industria creían que la industria china estaba interesada en el motor AL-41FS1 y el radar Irbis-E. Según The Diplomat, China estaba específicamente interesada en el motor del Su-35, ya que el país ya estaba probando el J-11D. Si bien, según se informa, la aeronave tiene menos alcance, carga útil y maniobrabilidad que el Su-35, el J-11D tiene un radar activo de barrido escaneado electrónicamente, en lugar del radar PESA menos avanzado que se encuentra en el Su-35. Varios informes han llamado la atención sobre la necesidad de que la industria china cierre la brecha tecnológica entre su industria de motores y la de EE. UU., Europa y Rusia. Rosoboronexport insistió en que China comprara un mínimo de 48 aviones para compensar los riesgos de copia. Después de que el Kremlin intervino a fines de 2012, el número mínimo de aeronaves se redujo a 24. Otro problema aparentemente intratable fue la insistencia china en que las aeronaves incluyan componentes de fabricación china y productos de aviónica. El Kremlin nuevamente intervino y aceptó tales demandas y permitió que el acuerdo continuara. Esto fue visto como una importante concesión ya que las ventas de dichos componentes son lucrativas. El contrato no incluía ninguna transferencia de tecnología.
El ejército chino recibió los primeros cuatro aviones en diciembre de 2016, seguidos por diez en 2017 y los diez finales en 2018. El sitio web del Ejército Popular de Liberación opinó que con la puesta en servicio del J-20, Rusia había entendido que el Su-35 "perderá su valor en el mercado chino en un futuro próximo"; el artículo decía: "Por lo tanto, esperamos que Su-35 sea el último avión de combate que China importa". El Su-35S entró oficialmente en servicio con la Fuerza Aérea del Ejército Popular de Liberación (PLAAF) en abril de 2018, y tiene su sede en la provincia de Guangdong, en el sureste de China.
El 20 de septiembre de 2018, EE. UU. impuso sanciones al Departamento de Desarrollo de Equipos de China y a su director, Li Shangfu, por participar en ″ transacciones significativas ″ con Rosoboronexport, mencionando específicamente la compra de diez aviones de combate SU-35 en 2017 y del S-400, equipo relacionado con el sistema de misiles tierra-aire, en 2018.

### Indonesia
A fines de 2014, Rusia ofreció el Su-35 a Indonesia mientras el país buscaba reemplazar su flota F-5E Tiger II que envejecía. Al año siguiente, el Ministerio de Defensa de Indonesia seleccionó el Su-35 por delante del Eurofighter Typhoon, Dassault Rafale, F-16 y Saab JAS 39 Gripen; El Ministerio de Defensa citó la familiaridad de la Fuerza Aérea de Indonesia con el Su-27SK y el Su-30MK2 como el motivo de la selección de la aeronave. A mediados de 2017, las negociaciones entre las dos partes para la venta del Su-35 habían llegado a una etapa avanzada, y el gobierno de Indonesia acordó, en principio, llevar a cabo un comercio de trueque de productos agrícolas por un total de once aviones. En febrero de 2018, Rusia e Indonesia finalizaron el contrato de compra del Su-35 para 11 aviones, por un valor de $ 1.14 mil millones. La primera entrega se esperaba para octubre de 2018.

## Variantes

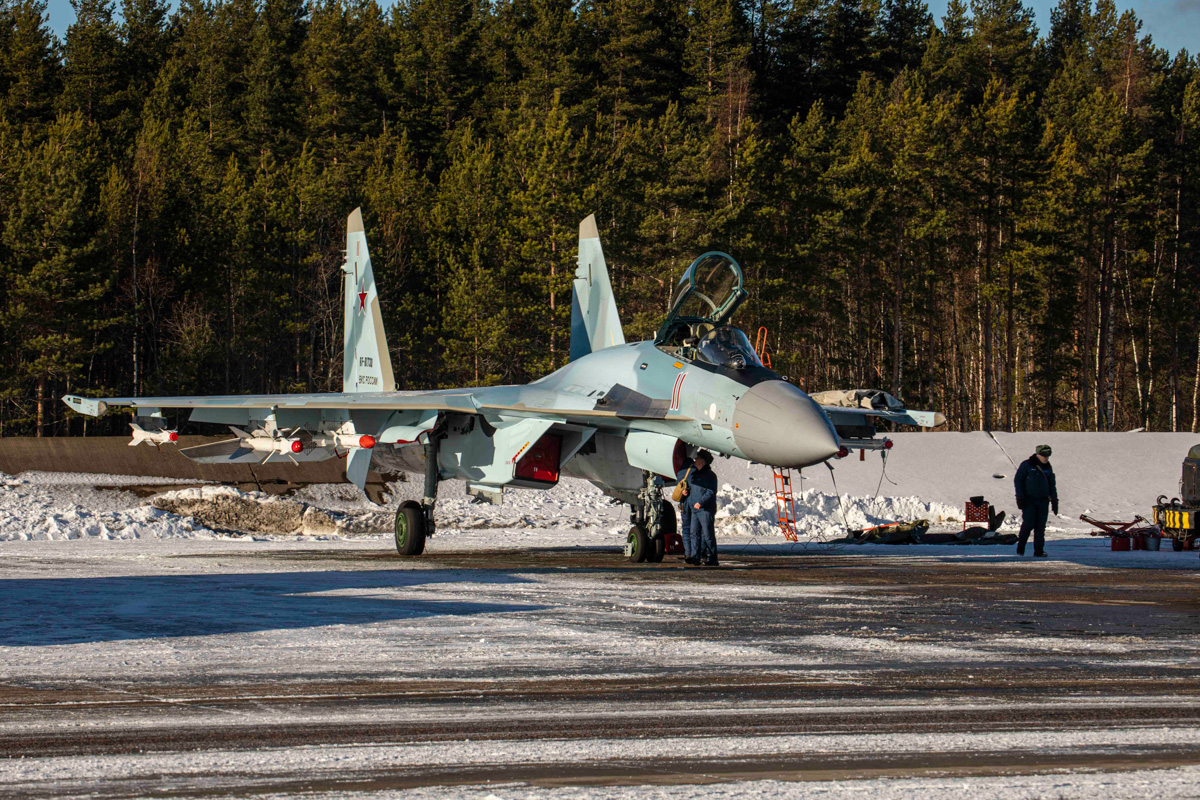
Sukhoi Su-35S en el Óblast de Tver, Base Aérea de Khotilovo.

Su-27M / Su-35caza monoplaza de supremacía aérea y ataque a tierra.
Su-35UBcaza y entrenador biplaza. Cuenta con unos estabilizadores verticales más altos y un fuselaje delantero similar al biplaza Su-30.
Su-35BM / Su-35Scaza monoplaza con aviónica mejorada y varias modificaciones en la estructura. Su-35BM es un nombre no oficial para exportación y el Su-35S es la versión del Su-35BM encargada por la Fuerza Aérea Rusa.
Su-37demostrador de tecnología en el que se han probado las toberas orientables y alerones delanteros canards, con un nuevo sistema de control de vuelo por cables cuádruple, como una opción para ofrecer a otros países. El Su-35 para exportación puede ser equipado con canards y motores de empuje vectorial para aumentar más todavía su capacidad de maniobra, desarrollados con éxito por este avión de pruebas para aplicar la tecnología en el Su-35 de producción en serie. El Su-37 no entró en producción en serie pero se podría fabricar en el futuro como una nueva versión para exportación del Su-35.

## Usuarios
Rusia
- Fuerza Aérea de Rusia: 140 Su-35S en mayo de 2025.[59][4][5][60]
El destino de los aparatos en las distintas unidades es el siguiente:
  - 22º IAP Regimiento de caza (Tsentralnaya Uglovaya): 2 escuadrones con 24 Su-35S
  - 23º IAP Regimiento de caza (Dzemgi): 2 escuadrones con 30 Su-35S
  - 159º IAP Regimiento de caza (Besovets): 2 escuadrones con 26 Su-35S
  - 790.º IAP Regimiento de caza (Borisovski-Khotilovo): 2 escuadrones con 24 Su-35S
  - 116.º UTsBP Regimiento de entrenamiento de uso de combate (Astracán): 1 escuadrón con 7 Su-35S[61]
  - 968º IISAP del 4.º TsBPiPLS Regimiento de instrucción del Centro de conversión de pilotos de combate (Lípetsk): 11 Su-35S
  - 237º TsPAT Centro de demostracion de vuelo: (Kúbinka): 1 escuadrón con 8 Su-35S
  - 929º GLITs Centro estatal de test de vuelo (Ajtúbinsk): 6 Su-35S
  - LII Gromov: 4 Su-35S

 China
- Fuerza Aérea del Ejército Popular de Liberación (PLAAF): 24 Su-35 en 2019.[62][63][64] Convirtiéndose en el primer cliente extranjero en comprarlo. Entregados entre 2016 y diciembre de 2018.

- [65][66][67]

Contrato en suspenso:
 Egipto
- Fuerza Aérea de Egipto: Contrato firmado 2018 por dos escuadrones que no se implementó por presiones de USA[68]

 Indonesia
- Fuerza Aérea de Indonesia: 11 Su-35 ordenados en 2017 a recibir hasta 2020.[69] No se ha ejecutado por presiones de Estados Unidos[70][71][72][73]

## Posibles usuarios

### Contratos futuros
Un prototipo de la aeronave se presentó en la feria aérea Aero India 2011, desde el 9 al 13 de febrero de 2011, en la base de la Fuerza Aérea de Yelahanka en la ciudad de Bengalaru. Lo mismo paso en Chile; este caza se ofrecerá también a otros países como Brasil, de Perú y Venezuela como modelos para ser viables a reemplazar los cazas en sus fuerzas del aire, junto con otra clase de proyectos y planes de inversión económica en la región por parte de Rusia. Sin embargo, Brasil decidió comprar Gripen NG, Chile va por Cazas de EEUU.
También Venezuela se interesó por los cazas Sukhoi-35, en su variante Su-35BM, para completar su ala de combate de aviones Su-30. Podría llegar a ser incluso uno de los próximos clientes del avión de combate ruso según declaró Konstantín Makiyenko, subdirector del Centro de Análisis de Estrategias y Tecnologías, con sede en Moscú, en una entrevista concedida a la agencia RIA Novosti. Venezuela ratifica la compra de variables Su-35BM. En 2019 el presidente Nicolás Maduro le informa al General Pedro Juliac Comandante de la AMB que lo del Sukhoi esta autorizado 
Corea del Norte habría intentado adquirir el avanzado caza ruso en enero de 2015, para enfrentar al caza F-15 según fuentes de Corea del Sur, pero no han aparecido otras fuentes que lo confirmen.
Diferente fuentes afirman que Marruecos ha mostrado interés por esta aeronave para la sustitución de su envejecida flota de cazas Northrop F-5 es su versión Su-35BM aunque diferentes expertos afirman que esta compra es poco probable por la posición de Argelia ante esta compra.
Han aparecido fuentes que afirman que Pakistán también habría intentado iniciar un acuerdo para adquirir el Su-35 a Rusia. Pero parece muy poco probable que Rusia estuviese dispuesto a vender un aparato tan avanzado a Pakistán, a sabiendas de los continuos conflictos que este último mantiene con India, siendo India uno de los socios estratégicos más importantes de Rusia, en las áreas política y del comercio, la industria civil y militar.
El 27 de enero de 2025, Ali Shadmani, comandante de la Guardia Revolucionaria, declaró que Irán compró aviones Su-35 rusos, aunque no especificó la cantidad ni si había sido entregado ya alguno. Estos aviones reemplazarán a los avejentados F-14 iraníes y supuestamente serán destinados a la tercera base aérea táctica de Irán, cerca de Hamadan.

## Especificaciones (Su-35S)
Referencia datos: KNAAPO, Gordon y Davidson, exhibición del Su-35 en el MAKS 2007, aviapedia.com, milavia.net GlobalSecurity.org MilitaryFactory.com CombatAircraft.com FullAfterBurner.weebly.com

### Características generales
- Tripulación: 1 piloto
- Longitud: 21,9 m
- Envergadura: 15,3 m
- Altura: 5,9 m
- Superficie alar: 62 m²
- Peso vacío: 18.400 kg
- Peso cargado: 25.300 kg
- Peso máximo al despegue: 34.500 kg
- Planta motriz: 2× Turbofán con empuje vectorial Saturn 117S.
  - Empuje normal: 86,3 kN 8.800 kp / 19.400 lbf de empuje cada uno.
  - Empuje con postquemador: 142 kN 14.500 kp / 31.900 lbf de empuje cada uno.

### Rendimiento
- Velocidad máxima operativa (Vno): Mach 2,20 (2300 km/h)
- Velocidad crucero (Vc): Mach 0.7 (1500 km/h)
- Alcance: 3.600 km, 1.580 km a bajo nivel
- Radio de acción: 1.650 km aprox.
- Alcance en combate: 1600 km aprox.
- Alcance en ferry: 4.500 km con tanques externos de combustible
- Techo de vuelo: 20.000 m[91]
- Régimen de ascenso: >280 m/s
- Carga alar: 408 kg/m²
- Empuje/peso: 1,1
- Límites de fuerzas soportadas: +9 G

### Armamento
- Cañones: 1× Gryazev-Shipunov GSh-301 de 30 mm, con 250 proyectiles
- Puntos de anclaje: 12× soportes distribuidos en alas y fuselaje y 2× raíles en las puntas alares con una capacidad de 8.000 kg, para cargar una combinación de:  
  - Bombas: 

    - Guiadas por láser: KAB-500, KAB-1500 y LGB-250
    - De caída libre: FAB-250 de 250 kg y FAB-500 de 500 kg

  - Cohetes: 

    - S-25: S-25LD guiados por láser y S-250 convencionales
    - Contenedores de cohetes S-8
    - Contenedores de cohetes S-13

  - Misiles: 

    - Misiles aire-aire:
      - Vympel R-73: R-73E, R-73M, R-74M; corto alcance (pueden montarse en los raíles de punta alar)
      - Vympel R-27: versiones R-27R, R-27ER, R-27T, R-27ET, R-27EP, R-27AE; medio alcance
      - Vympel R-77: R-77, y las propuestas R-77M1, R-77T; medio alcance
      - Vympel R-37 largo alcance

    - Misiles aire-superficie:
      - Kh-31: Kh-31A, Kh-31P - misiles antirradiación
      - Kh-35U, Kh-59 - misiles antibuque
      - Kh-29: Kh-29T, Kh-29L

  - Otros: Contenedores de contramedidas electrónicas (ECM) en los raíles de punta alar

### Aviónica
- Radar PESA Irbis-E pasivo, radar de disposición en fase

- OLS-35 búsqueda y seguimiento del sistema de infrarrojos
- Pod guerra electrónica L265 Jibiny-M

### Desarrollos relacionados
- Sukhoi Su-27
- Sukhoi Su-30
- Sukhoi Su-33
- Sukhoi Su-34
- Sukhoi Su-37
- Sukhoi Su-57

### Aeronaves similares
- Sukhoi Su-30SM
- Mikoyan MiG-35
- Boeing F-15E Strike Eagle
- Boeing F/A-18 Super Hornet
- Dassault Rafale
- Eurofighter Typhoon
- Shenyang J-11